# Akregator
Akregator és una aplicació lliure de KDE. Suporta RSS i Atom. Les fonts es poden classificar per categories, de manera que pots veure totes les fonts de KDE en una categoria i les de Gnome en una altra. També té una potent cerca incremental.
L'Akregator es pot configurar perquè revisi les fonts en uns intervals regulars. L'usuari pot manualment demanar l'agafada de totes les fonts, individualment o les d'una categoria. Suporta icones i integra el motor KHTML per tal d'usar pestanyes i llegir les fonts sense sortir de l'aplicació. També es poden crear navegadors externs.
Akregator forma part de KDE i s'inclou dins del mòdul kdepim.